# Tent revival
Tent revival (укр. наметове пробудження) — це богослужіння, яке проводиться у тимчасово встановленому наметі. У Сполучених Штатах відбуваються служби від кількох сотень до кількох тисяч учасників. Практикується євангелізм та духовне зцілення. Ці події здебільшого належать до руху відродження, більшість наметових фестивалів проводять методисти та п'ятдесятники. Відомими проповідниками, які виступали на наметових фестивалях, були Орал Робертс, Р. В. Шамбах та Райнгард Боннке. Біллі Грем проповідував на наметовому відродженні 1960 року перед Рейхстагом у Західному Берліні, соціальній та інших містах Німеччини.
Під час пандемії Ковіда-19 наметові відродження неодноразово проповідували проти обов'язкових масок та щеплень. Газета Washington Post порівняла передвиборчий мітинг Дональда Трампа з «наметовим відродженням, де проповідник і парафіяни піддаються психічному очищенню, яке підживлюється скандуванням і вигуками 15 000 однодумців».